# Tormented (film, 2009)
Pour les articles homonymes, voir Tormented.
Pour plus de détails, voir Fiche technique et Distribution.
Tormented est un film britannique réalisé par Jon Wright, sorti en 2009.

## Synopsis
Bradley, un adolescent meurt et ressuscite. Il décide de se venger des brimades de ses camarades. 

## Fiche technique
- Titre : Tormented
- Réalisation : Jon Wright
- Scénario : Stephen Prentice
- Musique : Paul Hartnoll
- Photographie : Trevor Forrest
- Montage : Matt Platts-Mills
- Production : Cavan Ash, Tracy Brimm, Arvind Ethan David et Kate Myers
- Société de production : BBC Films, Screen West Midlands, Slingshot Productions, Pathé UK, Forward Films et Slingshot Productions
- Pays :  Royaume-Uni
- Genre : Comédie horrifique
- Durée : 91 minutes
- Dates de sortie : 
  - Royaume-Uni : 22 mai 2009

## Distribution
- Alex Pettyfer : Bradley
- April Pearson : Tasha
- Dimitri Leonidas : Alexis
- Calvin Dean : Darren
- Tuppence Middleton : Justine
- Georgia King : Sophie
- Mary Nighy : Helena
- Olly Alexander : Jason
- James Krishna Floyd : Nasser
- Sophie Wu : Mei Lei
- Hugh Mitchell : Tim
- Larissa Wilson : Khalilah
- Ruby Bentall : Emily
- Tom Hopper : Marcus
- Ben Lloyd-Hughes : Jez
- Roger Ashton-Griffiths : M. Humpage
- Sandra Dickinson : Mle. Swanson
- Andrea Newland : Mlle. Harrington
- Kenneth Collard : M. Dawson

## Accueil
Andrew Pulver pour The Guardian a donné au film la note de 3/5.